# Agalychnis dacnicolor
Agalychnis dacnicolor is een kikker uit de familie Phyllomedusidae. De kikker behoorde lange tijd tot de boomkikkers. De soort werd voor het eerst wetenschappelijk beschreven door Edward Drinker Cope in 1864. Oorspronkelijk werd de wetenschappelijke naam Phyllomedusa dacnicolor gebruikt.
Agalychnis dacnicolor komt voor in delen van Midden-Amerika en leeft endemisch in Mexico. De habitat bestaat uit tropische bossen tot op 1000 meter boven zeeniveau. Het is een algemeen voorkomende soort, de kikker is nachtactief en verstopt zich 's nachts tussen de bladeren. Het voedsel bestaat uit insecten en andere ongewervelden. De kleur is variabel; bladgroen tot bruin, met op de rug onregelmatige witte, donker omzoomde vlekjes. De lichaamslengte is ongeveer 10 centimeter, mannetjes blijven kleiner.